# USS Albacore (AGSS-569)
Pour les articles homonymes, voir Albacore.
Pour les articles homonymes, voir Albacore (homonymie).
L'Albacore est un sous-marin expérimental de la Marine de guerre américaine utilisé entre 1953 et 1972 pour tester de nouvelles configurations de coque optimisées pour la navigation en plongée. L'objectif principal était de définir la configuration des futurs sous-marins à propulsion nucléaire qui contrairement à leurs prédécesseurs ne naviguent pratiquement plus en surface mais passent leur temps en plongée. Le sous-marin a permis de valider la forme de coque en goutte d'eau (ou de larme) et de tester différentes configurations pour les hélices, le gouvernail et les barres de plongée. L'Albacore est devenu en 1986 un bateau-musée : il est exposé à Portsmouth dans l'état du New Hampshire.

## Contexte

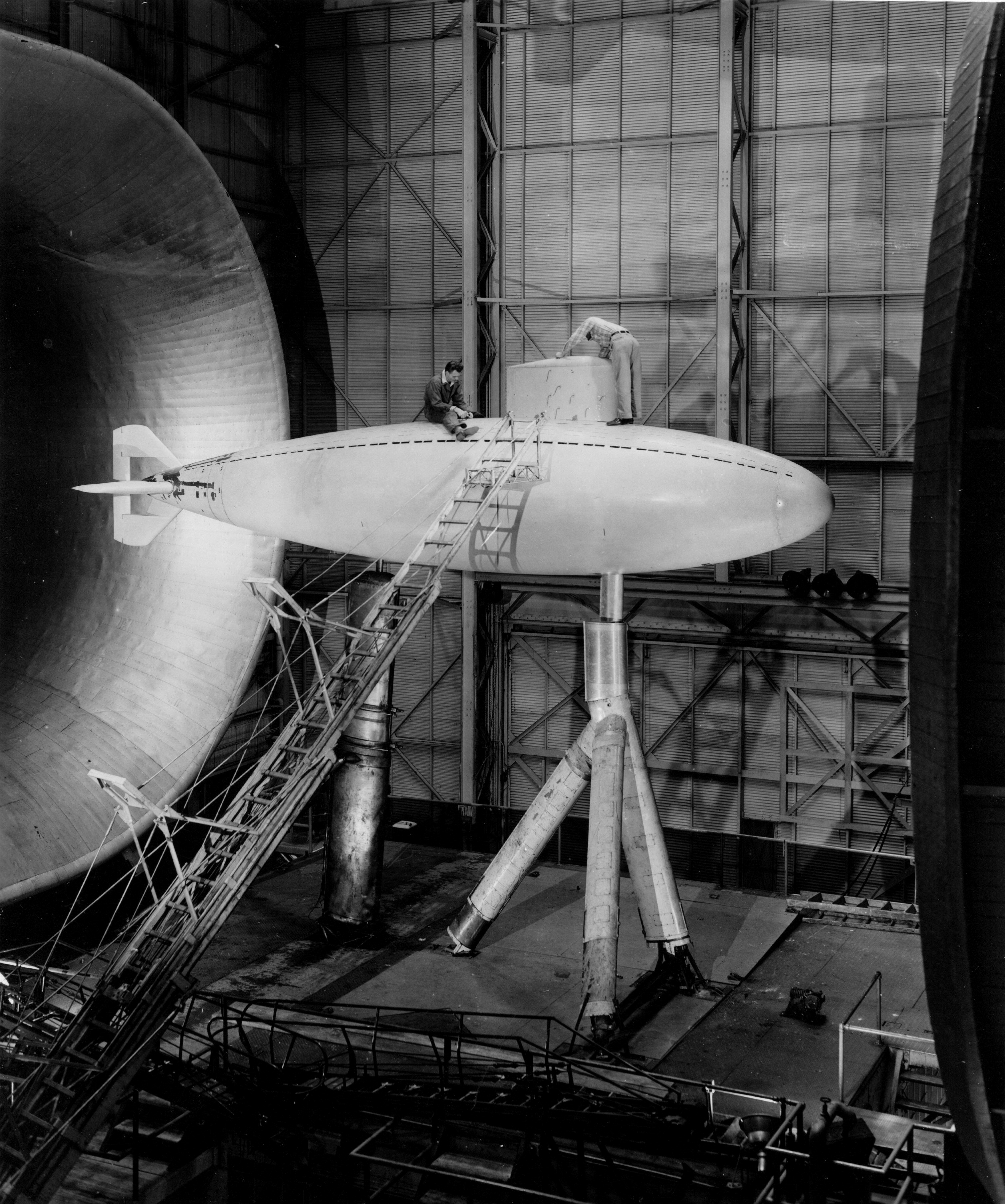
Maquette à l'échelle 1/5 testé dans la soufflerie du centre de recherche de Langley.

Les sous-marins développés jusqu'à la fin de la Seconde Guerre mondiale sont optimisés pour la navigation en surface. Lorsqu'ils sont en plongée, leur propulsion utilise l'énergie fournie par des batteries ce qui les oblige à remonter en surface pour les recharger au bout de deux à trois jours. Leur forme est donc conçue avant tout pour la navigation en surface et leur vitesse en plongée ne dépasse pas dix nœuds. La découverte de la fission de l'atome en 1938 change cette donne. Il est désormais envisageable de disposer d'un réacteur nucléaire pour propulser les sous-marins. Contrairement aux moteurs classiques basés sur la combustion d'un carburant, ce type de propulsion anaérobie permet aux sous-marins de rester en plongée indéfiniment tout en fournissant une puissance bien supérieure à celle que procurent les batteries. En 1949 le Bureau of Ships, organisme qui supervise la réalisation des navires de la Marine de guerre américaine commande une étude en bassin d'essai des carènes pour déterminer l'architecture idéale d'un sous-marin optimisé pour la vitesse en plongée. Entre juillet 1949 et avril 1951 différentes formes de coque et d'appendices sont étudiés en s'inspirant de l'aérodynamique des avions et surtout des dirigeables qui sont comme les sous-marins tributaires de la poussée d'Archimède. Des maquettes sont également testées dans la soufflerie de la base aérienne de Langley. L'architecture retenue est une forme en goutte d'eau avec une seule hélice (traditionnellement les sous-marins disposaient de deux hélices pour les manœuvres de port. Un sous-marin expérimental, l'Albacore, est construit au chantier naval de Portsmouth Portsmouth dans l'État du New Hampshire en reprenant cette architecture. Pour construire la coque épaisse, on met en œuvre pour la première fois le HY80, un alliage d'acier particulièrement résistant.

## Carrière
Durant sa carrière qui court de 1953 à 1972 différentes configurations sont testées :

### Première configuration

Première configuration.

La première configuration a pour objectif d'obtenir une vitesse maximale en plongée. Tout ce qui pourrait faire obstacle à une forme hydrodynamique est gommé. Le massif a une taille réduite et ne sert qu'à abriter les antennes et périscopes. la barre de plongée et la barre de direction sont placées derrière l'hélice. Par ailleurs d'autres innovations sont testées. Le poste de barre est occupé traditionnellement par deux personnes l'une s'occupant du gouvernail l'autre des barres de plongée. Toutes ces manœuvres sont prises en charge par la même personne sur l'Albacore comme dans un avion. Cette configuration, bien qu'ayant prouvé son efficacité, ne sera pas retenue par l'US Navy car présentant un risque trop important en cas d'erreur humaine. Les tests en plongée montrent que le sous-marin est particulièrement manœuvrant mais il est extrêmement sensible à la moindre manœuvre de la barre de direction aussi des petits volets compensateurs sont ajoutés à celle-ci. Les tests montrent également que la barre de plongée avant installée sur la massif n'est pas nécessaire. Un périscope combinant pour la première fois la fonction d'attaque et celle de veille diurne et nocturne est également testé pour la première fois.

### Deuxième configuration

Deuxième configuration.

Le sous-marin est refondu entre décembre 1955 et mars 1956. Dans sa nouvelle configuration la barre de plongée et celle de direction sont placées en avant de l'hélice. La barre de plongée avant est supprimée non seulement parce qu'elle n'est pas nécessaire comme l'ont prouvé les tests mais parce qu'elle contribue à réduire la vitesse du sous-marin. Le diamètre de l'hélice passe de 3,4 à 4,26 mètres ce qui diminue sa vitesse de rotation et donc le bruit généré. Mais l'hélice est beaucoup moins efficace et cette modification ne sera pas retenue pour la phase suivante. Enfin un sonar d'étrave situé sous un dôme en fibre de verre et un sonar remorqué sont ajoutés pour évaluation.

### Application aux nouvelles classes de sous-marin

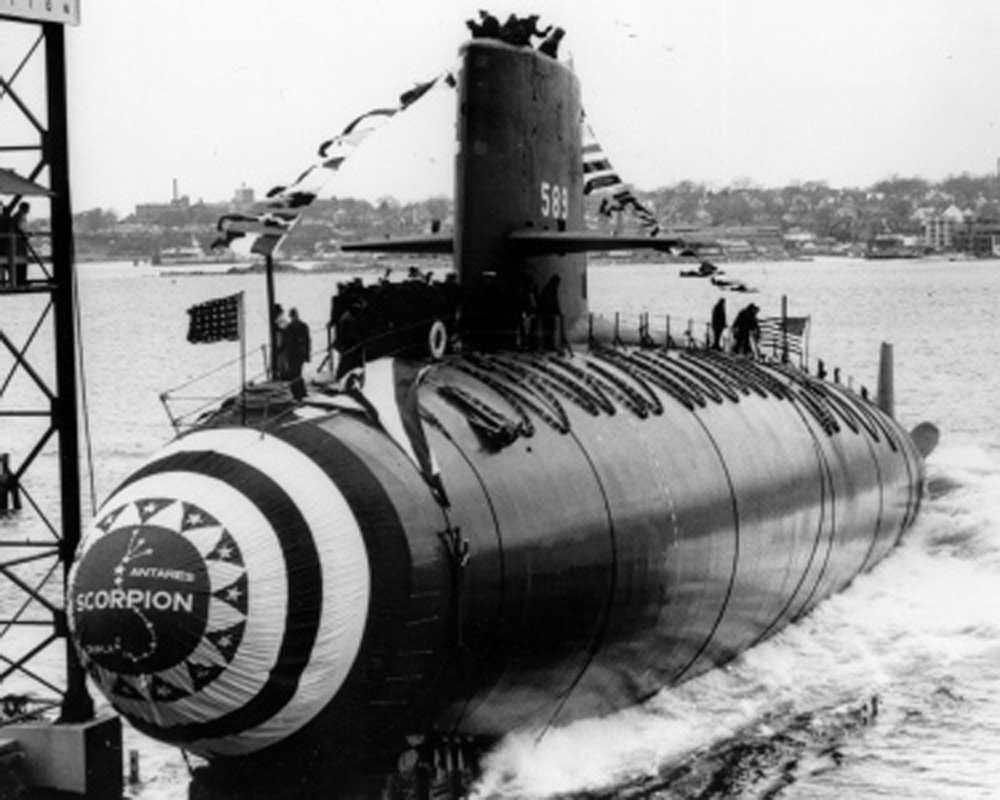
Les sous-marins d'attaque de la classe Skipjack sont les premiers à combiner la propulsion nucléaire et les formes de coque mises au point par lAlbacore.

Les principes d'architecture sont immédiatement mis en application sur des sous-marins opérationnels en construction. Les trois petits Barbel, qui entrent en service à compter de 1959, sont des sous-marins à propulsion classique qui reprennent la forme en goutte d'eau. Les sous-marins d'attaque Skipjack (1959) combinent la coque des Albacore (forme, hélice axiale et recours à l'acier HY-80) avec la propulsion nucléaire testée par le sous-marin expérimental Nautilus (1954).

### Troisième configuration
Entre 1957 et 1961 les ingénieurs testent une nouvelle architecture des barres de contrôle en X permettant d'accroitre la manœuvrabilité. Ce dispositif qui réduit les risques en cas de défaillance d'une des barres de contrôle ou d'erreur du barreur ne sera pas appliquée aux sous-marins opérationnels car il nécessite un ordinateur pour fonctionner. Or ceux-ci sont jugés à l'époque peu fiables. Dix panneaux pouvant être déployés par un système hydraulique sont installés sur l'arrière de la coque pour freiner plus rapidement le navire en marche rapide. Ce dispositif n'est pas non plus retenu sur les sous-marins opérationnels (les panneaux s'ouvraient de manière intempestive à pleine vitesse). Un parachute récupéré sur un bombardier B-47 est fixé au sommet du massif et peut être déployé en cas d'urgence pour ralentir le sous-marin et réduire son angle de piqué. Ce dispositif ne sera pas reconduit à la suite de tests infructueux,.

### Quatrième configuration

Quatrième configuration.

En 1962 l'Albacore inaugure une nouvelle configuration. L'hélice existante est remplacée par une hélice à 7 pales de 3,05 mètres de diamètre qui est couplée avec une deuxième hélice contre-rotative fixée sur la même ligne d'arbre mais actionnée par un deuxième moteur. En février l'Albacore établit un record de vitesse en plongée à 33 nœuds alors que la plupart des sous-marins de l'époque naviguent en moyenne à 10 nœuds. À la suite de la perte en 1963 du sous-marin Thresher qui s'accompagne de la mort de tout l'équipage, l'Albacore teste un système de chasse de l'eau des ballasts permettant de faire face à une urgence.

### Cinquième configuration

Cinquième configuration.

D'aout 1969 à aout 1971 les ingénieurs testent un système destiné à accroitre la vitesse en diminuant la friction de la coque dans l'eau. Un liquide visqueux de type polymère est éjecté de manière continue pour réduire celle-ci. Un résultat positif est obtenu mais la mise en œuvre se révèle impraticable compte tenu du volume de liquide à stocker à bord.

### Bateau-musée
L'Albacore est retiré du service en septembre 1972 et placé dans la réserve. Dix ans plus tard une association créée dans ce but obtient les fonds pour faire de l'Albacore un bateau-musée. Le navire est convoyé de Philadelphie à Portsmouth, puis remonte la rivière Piscataqua. Il est ensuite convoyé sur terre sur plusieurs centaines de mètres avant d'être installé sur un terre-plein. Le musée qui lui est consacré ouvre ses portes le 20 aout 1986. Le 11 avril 1989 le navire est classé monument historique.

## Caractéristiques techniques
L'Albacore est long de 60,96 mètres et son déplacement est de 1607 tonnes en surface et 1824 tonnes en plongée. Sa largeur maximale est de 8,33 mètres et son tirant d'eau est de 5,82 mètres. Il est propulsé par deux générateurs diesel-électriques d'une puissance unitaire de 817 kW. Sa vitesse maximale est de 25 nœuds en surface et de 33 nœuds en plongée. Son équipage est composé de 5 officiers et de 49 hommes d'équipage. Il ne dispose d'aucun armement.

L'Albacore bateau-musée
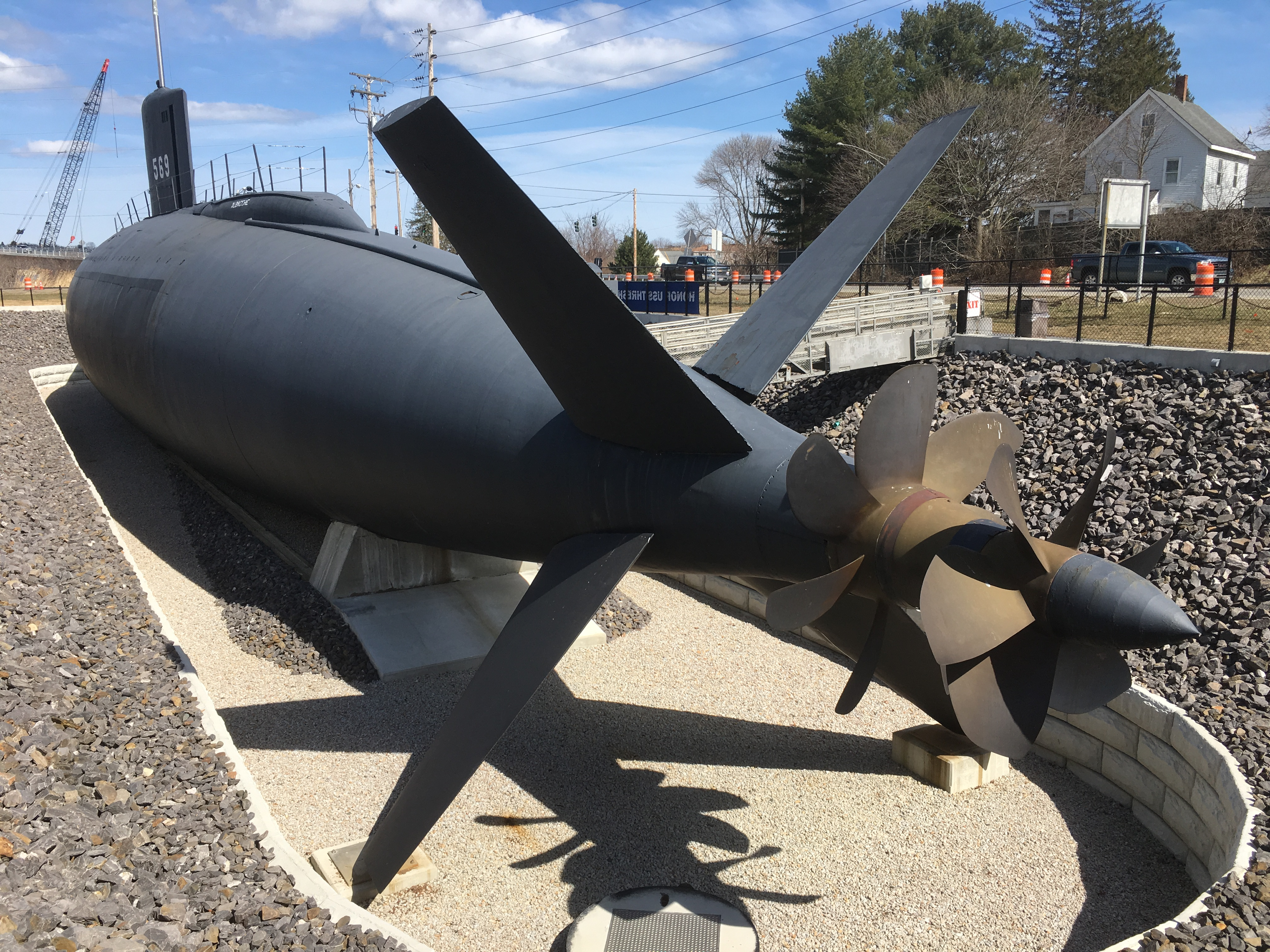
Vue de l'arrière : barres de contrôle en X et hélice contre-rotative.
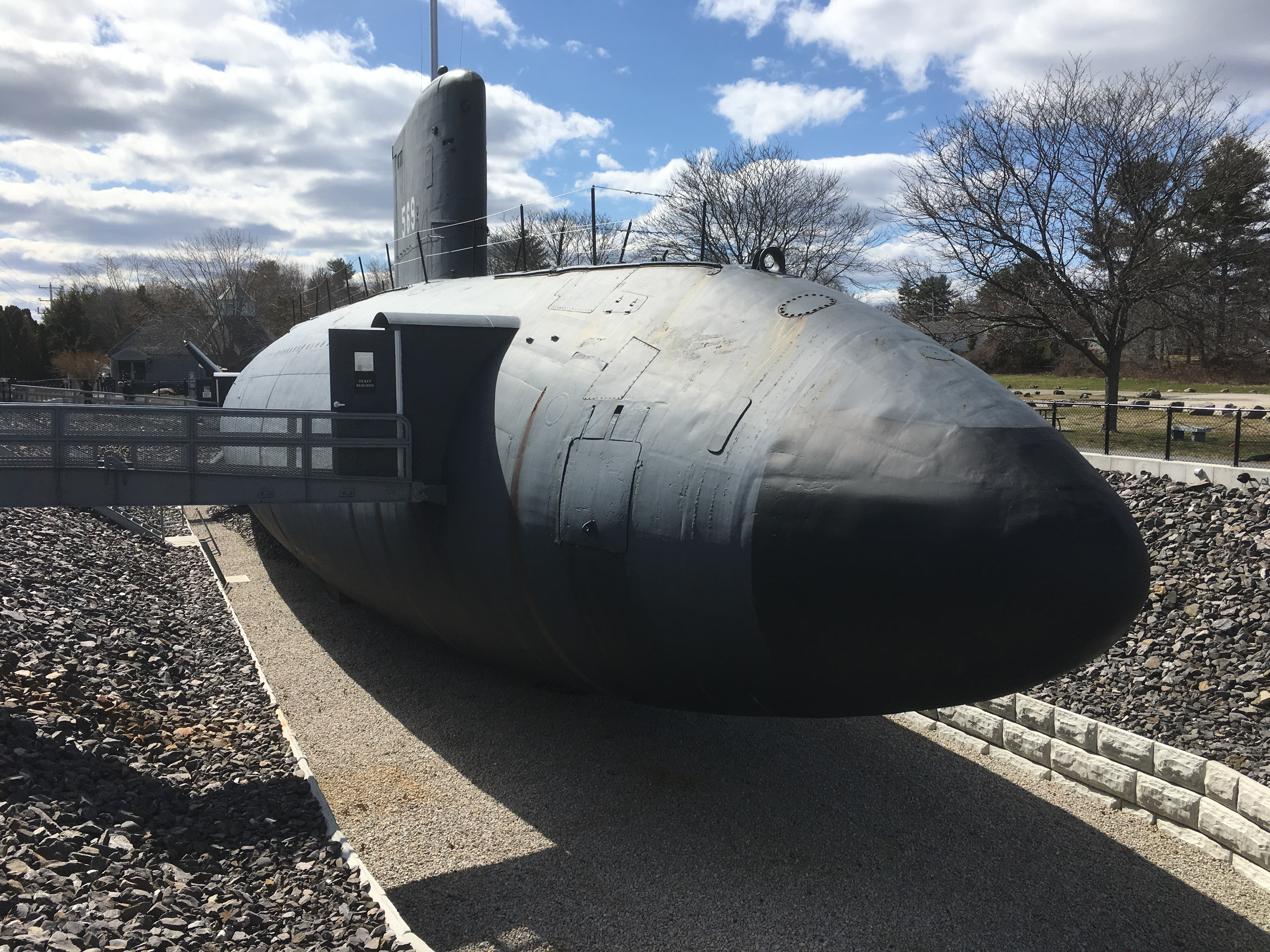
Vue de l'avant.
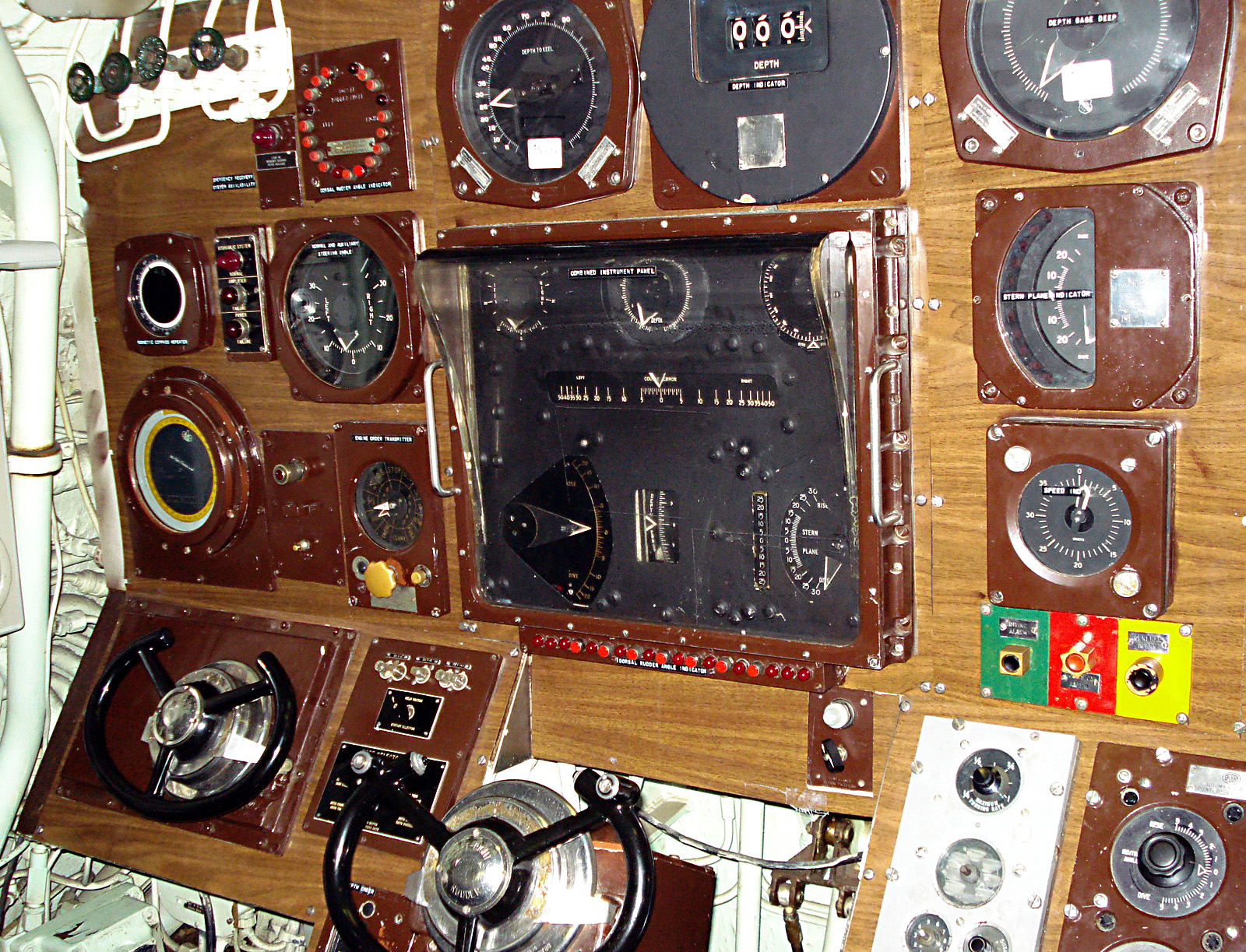
Poste de barre.